# مدينة الشمس (كامبانيلا)
مدينة الشمس (بالإيطالية: La città del Sole، باللاتينية: Civitas Solis)‏ هو عمل فلسفي للفيلسوف الإيطالي الدومينيكاني توماسو كامبانيلا. هو من أوائل الأعمال اليوتوبية المهمة. كتب العمل باللغة الإيطالية في عام 1602، بعد وقت قصير من سجن كامبانيلا بتهمة الهرطقة والفتنة. وكتبت نسخة باللاتينية في عام 1613-1614 ونشرت في فرانكفورت في عام 1623.

## روابط خارجية
- مدينة الشمس على موقع الموسوعة البريطانية (الإنجليزية)
- مدينة الشمس على موقع الموسوعة البريطانية (الإنجليزية)